# Indocti discant, et ament meminisse periti
Indocti discant, et ament meminisse periti o Indocti discant et ament meminisse periti. (Lat. pronunciación: indókti dískant, et áment meminísse períti). Locución que significa Apréndanlo los ignorantes, y recuérdenlo los entendidos. Frase que durante mucho tiempo se le atribuyó a Horacio erróneamente. La cita pertenece a Charles-Jean-François Hénault (1685 - 1770), un historiador y escritor francés.

## Interpretación de la cita
La escribió al finalizar su Avertissement de su Abrégé chronologique de l'histoire de France (Compendio cronológico de historia de Francia) que fue publicado en 1744 y significa que algo debe ser remarcado debido a la importancia que revisten ciertas cosas o hechos que se relatan tanto para doctos como indoctos.